# Most (hrvatska politička stranka)
Most (do 2020. Most nezavisnih lista) hrvatska je socijalno-konzervativna politička stranka desnice nastala 17. studenog 2012. u Metkoviću koju su, kao političku platformu, osnovali uglavnom mladi aktivisti. Utemeljitelj i trenutačni predsjednik stranke jest Božo Petrov. 
Iako su predvodnici stranke u početku svog djelovanja odbijali ideološke teme, Most se danas smjestio na desnoj strani političkog spektra kao društveno i fiskalno konzervativna stranka.

## Izbori

### Lokalni izbori

#### 2013.
Na prvim lokalnim izborima na kojima sudjeluju kao Most nezavisnih lista 2013. godine osvojili su 46 % glasova i s 9 od postojećih 17 vijećničkih mandata dobili većinu u Gradskom vijeću Grada Metkovića. Uz jednu od najvećih izlaznosti na izbore u cijeloj Hrvatskoj od 67 %, predsjednik stranke Božo Petrov s osvojenih 46 % glasova ušao je u drugi krug izbora za gradonačelnika Metkovića, s protukandidatom, tada aktualnim gradonačelnikom Stipom Gabrićem.
U drugom krugu Petrov je preuzeo gradonačelnički mandat dobivši 68 % glasova. Uz gradonačelnika, Most je dobio i dvoje dogradonačelnika: Katarinu Ujdur i Nikolu Grmoju.
Na istim izborima osvojili su 10 % glasova u županiji i time postali treća stranka prema broju glasova i važan čimbenik i u županijskoj skupštini Dubrovačko-neretvanske županije.

#### 2021.
Most je na izborima za zagrebačku Gradsku skupštinu osvojio 6,20 % glasova, odnosno 3 mandata, čime prvi put ulaze u zagrebačku skupštinu. U Osijeku zajedno s Domovinskim pokretom Most je za Gradsko vijeće osvojio 17,89 % glasova. U Splitu za gradsko vijeće Most dobiva 7,95 %. U Rijeci za gradonačelnika Mostov kandidat Marin Miletić osvaja 11,21 %, a lista za Gradsko vijeće 10,28 %. Za Skupštinu Splitsko-Dalmatinske županije Most osvaja 14,30 % glasova, a u Dubrovačko-neretvanskoj 19,60 %. 
Mostov kandidat za gradonačelnika Sinja, Miro Bulj, u drugom krugu pobjeđuje s 56 % glasova protiv HDZ-ova kandidata Igora Vidaline.

### Parlamentarni izbori
| izbori | koalicija   | koalicija | broj zastupnika u Saboru | promjena | Dio Vlade?             |
| izbori | broj birača | glasovi   | broj zastupnika u Saboru | promjena | Dio Vlade?             |
| ------ | ----------- | --------- | ------------------------ | -------- | ---------------------- |
| 2015.  | 303 564     | 13,17 %   | 19 / 151                 | 19       | Vlada                  |
| 2016.  | 187 282     | 9,91 %    | 13 / 151                 | ▼ 6      | Vlada (2016. – 2017.)  |
| 2016.  | 187 282     | 9,91 %    | 13 / 151                 | ▼ 6      | oporba (2017. – 2020.) |
| 2020.  | 123 194     | 7,39 %    | 8 / 151                  | ▼ 5      | oporba                 |
| 2024.  | 169 966     | 8,02 %    | 11 / 151                 | 3        | oporba                 |

#### 2015.
Na parlamentarnim izborima 2015. lista osvaja 19 mandata, da bi poslije izbora Most napustilo četvero zastupnika.

#### 2020.
Na parlamentarnim izborima 2020. godine Most osvaja 7,4 % glasova čime ostvaruje pravo na 8 saborskih zastupnika. Iako je bilo pregovara o zajedničkom izlasku s Domovinskim pokretom na izborima, 18. svibnja 2020. godine potvrđeno je da Most na izbore izlazi samostalno.

### Izbori za Europski parlament
| Izbori | Broj birača | %    | Broj zastupnika u EP-u | Promjena |
| ------ | ----------- | ---- | ---------------------- | -------- |
| 2019.  | 50 257      | 4,67 | 0 / 12                 | ▬        |

## Istaknuti članovi stranke
- Božo Petrov
- Miro Bulj
- Nikola Grmoja

## Vanjske poveznice
- Službene stranice Mosta nezavisnih lista
- Slobodna Dalmacija: Izborno čudo
- Slobodna Dalmacija: Most nezavisnih lista pobjedio u Metkoviću
- Večernji list: Metković: Kako je družba Pere Kvržice porazila kralja mandarina
- 24 sata: Iznenađenje: Psihijatar Božo Petrov u Metkoviću ruši Jamba